# Королева чардашу (фільм)
«Княгиня чардашу» — німецький кольоровий музичний кінофільм 1951 року. На основі оперети Імре Кальмана «Сільва».

## Сюжет
Кохання настільки сильне почуття, що соціальні відмінності для нього не стільки вже й істотна перепона. Якщо це — справжнє кохання.
Осучаснений (для середини XX століття) варіант класичного сюжету про кохання, що долає усі перепони.
Випадкова зустріч в сицилійських горах після буремного зіткнення з «розбійниками» стала доленосною для Сільви та Едвіна. Хто би міг подумати, що між співачкою вар'єте і спадковим дворянином, який почав блискучу військово-дипломатичну кар'єру, може виникнути кохання? Але так сталося! І тепер Едвін готовий на найбезглуздіші поступки, лиш би досягти своєї мети — одружитись з Сільвою. І нехай батьки проти, нехай буде расторгнута заручини з іншою дівчиною — заради кохання можна йти на будь-які жертви!

## У ролях
- Маріка Рек — Сільва Вареску
- Йоганнес Гестерс — Едвін фон Вальдесхайм
- Вальтер Мюллер — Боні (Боніфацій)
- Губерт Марішка — Феррі
- Жанетт Шульце — Стасі
- Франц Шафхайтлін — князь Леопольд, батько Едвіна
- Марґарет Слезак — Матильда, мати Едвіна.